# Horváth Miksa
Horváth Miksa, születési és 1900-ig használt nevén Herczka Miksa, névváltozata: Horvát (Szentes, 1873. március 22. – Budapest, 1941. január 15.) szőnyeggyáros, kormányfőtanácsos, Horvát János újságíró, riporter nagyapja.

## Életpályája
Herczka Nátán kántor és Groszmann Nanett fiaként született zsidó családban. Középiskolai tanulmányait szülővárosában, illetve Budapesten végezte. A Magyar Kiviteli és Csomagszállítási részvénytársaság tisztviselőjeként dolgozott, majd 1904-ben megalapította a Magyar Vacuum Cleaner szabadalmú Lakás- és szőnyegpormentesítő üzemet. 1917 augusztusában megválasztották a Külső Lipótvárosi Demokrata Pártkör ügyvezető-elnökévé. A következő év májusában újraválasztották. 1923 februárjában a Horváth Miksa perzsaszőnyeggyár és a Magyar Vacuum Cleaner vállalatokból negyven millió korona teljesen befizetett alaptőkével megalakult a Horváth Miksa Szőnyegipar Részvénytársaság, melynek vezérigazgatója lett. 1924. január 20-án a Gyáriparosok Országos Szövetségének üléstermében megalakult ideiglenes elnökletével a Magyar Szőnyegszövő Iparosok Országos Egyesülete. A közgyűlés felkiáltással az Egyesület elnökévé választotta. 1930 elején megkapta a szőnyegipar fejlesztése terén kifejtett közhasznú, érdemes tevékenysége elismeréséül a magyar királyi kormányfőtanácsosi címet. Halálát érelmeszesedés és koszorúér eldugulás okozta.
Évtizedekig meghatározó szerepet töltött be a magyarországi zsidóság életében. Tagja volt a Pesti Izraelita Hitközség választmányának és a Magyar Zsidók Pro Palesztina Szövetsége elnöki tanácsának. 1933 októberében a VI. kerületi (Aréna úti) templomkörzet elnökének választották. Öt évvel később lemondott elnöki megbízatásáról és Szimchat Tórá ünnepén búcsúzott a körzettől.
A Kozma utcai izraelita temetőben nyugszik. A sírnál Dési Géza országgyűlési képviselő búcsúztatta a Lipótvárosi Társaskör nevében.

## Családja
Felesége Bátori Olga (1879–1951) volt, Bátori Sándor kereskedő és Kramer Gizella lánya, akivel 1902. augusztus 14-én Cinkotán kötött házasságot.
Gyermekei:
- Horvát Ilona (1904–1953).[14] Első férje Forgács (Fuchs) Zoltán (1894–1944) gyári cégvezető, második Hegedüs Sándor.
- Horvát Zoltán (1909–1977). Felesége Deák Lívia Terézia (1915–2002).